# Minosiella
Minosiella is een geslacht van spinnen uit de familie bodemjachtspinnen (Gnaphosidae).

## Soorten
De volgende soorten zijn bij het geslacht ingedeeld:
- Minosiella intermedia Denis, 1958
- Minosiella mediocris Dalmas, 1921
- Minosiella pallida (L. Koch, 1875)
- Minosiella perimensis Dalmas, 1921
- Minosiella pharia Dalmas, 1921
- Minosiella spinigera (Simon, 1882)